# Damay
Damay Guiziga (ou Damaï) est une localité du Cameroun située dans la commune de Moutourwa, le département du Mayo-Kani et la Région de l'Extrême-Nord, à 7 km au nord est de Ndoukoula, à proximité de la frontière avec le Tchad.

## Population
Damay comptait 4 145 habitants, dont 801 hommes et 813 femmes, lors du dernier recensement de 2005.

## Climat
Climat : tropical. Type selon Classification de Köppen : Aw. Température annuelle moyenne : 27,7 °C. Précipitations annuelles moyennes : 850 mm.

## Infrastructures
Damay dispose d'un collège public général (CES).